# Thiodina
Thiodina Simon, 1900 è un genere di ragni appartenente alla famiglia Salticidae.

## Caratteristiche
Tutte le specie di questo genere hanno due paia di spine bulbose poste nella parte ventrale delle tibie del primo paio di zampe: nonostante alcune ipotesi, la funzione effettiva di queste particolari spine rimane sconosciuta

## Distribuzione
Le 20 specie note di questo genere sono diffuse in vari stati delle Americhe.

## Tassonomia
Questo genere è considerato un sinonimo anteriore di Nilakantha Peckham & Peckham, 1901 da uno studio dell'aracnologa Bryant del 1950.
La dizione Nilacantha Simon, 1901, adoperata dallo stesso descrittore in alcune pubblicazioni, è da ritenersi nomen nudum.

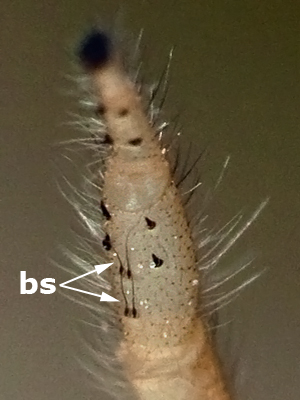
Superficie ventrale della tibia del primo paio di zampe del ragno Thiodina puerpera: sono riconoscibili, (bs), due paia di spine bulbose che hanno una forma caratteristica di questo genere

A maggio 2010, si compone di 20 specie viventi e una fossile:
- Thiodina branicki (Taczanowski, 1871) — Venezuela, Guyana, Guiana francese
- Thiodina candida Mello-Leitão, 1922 — Brasile
- Thiodina cockerelli (Peckham & Peckham, 1901) — Hispaniola, Giamaica
- Thiodina crucifera (F. O. P.-Cambridge, 1901) — Panama
- Thiodina germaini Simon, 1900 — Brasile, Argentina
- Thiodina hespera Richman & Vetter, 2004 — USA, Messico
- Thiodina inerma Bryant, 1940 — Cuba
- Thiodina melanogaster Mello-Leitão, 1917 — Brasile
- Thiodina nicoleti Roewer, 1951[4] — Cile
- Thiodina pallida (C. L. Koch, 1846) — dalla Colombia all'Argentina
- Thiodina peckhami (Bryant, 1940) — Cuba
- Thiodina pseustes Chamberlin & Ivie, 1936 — Panama
- Thiodina puerpera (Hentz, 1846) — USA
- Thiodina punctulata Mello-Leitão, 1917 — Brasile
- Thiodina rishwani Makhan, 2006 — Suriname
- Thiodina robusta Mello-Leitão, 1945 — Argentina
- Thiodina setosa Mello-Leitão, 1947 — Brasile
- Thiodina sylvana (Hentz, 1846) — dagli USA a Panama
- Thiodina vaccula Simon, 1900 — Perù, Brasile
- Thiodina vellardi Soares & Camargo, 1948 — Brasile

### Specie fossili
- Thiodina beugelorum Wolff, 1990 †; fossile, Neogene[5]

### Specie trasferite e nomen dubium
- Thiodina inquies Walckenaer, 1837: originariamente appartenente al genere Attus (vecchia denominazione di Salticus), a seguito di uno studio dell'aracnologo Richman del 1978 e contro uno studio degli aracnologi Chamberlin e Ivie, viene oggi considerato nomen dubium[3].
- Thiodina irrorata Walckenaer, 1837: originariamente appartenente al genere Attus (vecchia denominazione di Salticus), a seguito di uno studio dell'aracnologo Richman del 1978 viene oggi considerato nomen dubium[3]